# Ein Haufen toller Hunde
Ein Haufen toller Hunde (Originaltitel: The Hill) ist ein britischer Antikriegsfilm von Filmregisseur Sidney Lumet aus dem Jahr 1965. Im Film dreht sich alles um eine Gruppe von Soldaten, die während des Zweiten Weltkriegs in einem britischen Militärstraflager aufeinandertreffen. Sean Connery konnte dabei in seiner Rolle als degradierter Unteroffizier zeigen, dass er neben James Bond in den 007-Agentenfilmen auch gescheiterte Charaktere glaubhaft darstellen konnte.

## Handlung
In einem Straflager der britischen Armee in Nordafrika während des Zweiten Weltkriegs führt der stellvertretende Lagerleiter, Sergeant-Major Wilson, mit seinen Sergeants ein unbarmherziges Regiment. 1942 erhält er fünf neue Häftlinge überstellt. Der wegen Angriffs auf seinen Vorgesetzten degradierte Sergeant-Major Joe Roberts zieht Wilsons besondere Aufmerksamkeit auf sich. Nachdem der sadistische Sergeant Williams die fünf zutiefst gedemütigt und zur Einführung mehrfach über einen von den Strafgefangenen aufgeschütteten Hügel auf dem Exerzierplatz gejagt hat, kommt es in ihrer Zelle zu ersten Tätlichkeiten untereinander, da die Charaktere und Verfehlungen der fünf Soldaten völlig unterschiedlich sind.
Der Kommandant und der Oberstabsarzt interessieren sich nur oberflächlich für die Zustände im Lager, sodass Wilson und seine Sergeants freie Hand für die Disziplinierung und Bestrafung der Gefangenen haben; insbesondere der Marsch in voller Ausrüstung über den „Hügel“ selbst für kleinste Vergehen wird von den Aufsehern mit perverser Freude immer wieder befohlen.
Die Spannungen speziell zwischen dem Zellenverantwortlichen Sergeant Williams und Roberts werden trotz der versuchten Vermittlung von Sergeant Harris immer größer und führen letztlich zum Tod des schwächlichen Stevens, worauf es zu einer Gefängnis-Meuterei kommt. Diese kann Sergeant-Major Wilson zwar gerade noch beenden, doch wird nun von Roberts und King eine Untersuchung des Vorfalls erzwungen, worauf Sergeant Williams und zwei weitere Aufseher Roberts in einen abgesonderten Raum locken und dort zusammenschlagen. Der schwer verletzte Roberts wird daraufhin von dem mittlerweile aufgeschreckten Oberstabsarzt für haftunfähig erklärt, was Wilson unbedingt verhindern will – dadurch entsteht in der Zelle von Roberts ein sich immer weiter steigernder Spannungsbogen, indem der Oberstabsarzt und Sergeant Harris versuchen, Roberts vor Wilson und Williams zu schützen und ihn in ein Lazarett bringen zu lassen. Schließlich geraten sogar Wilson und Williams aneinander, woraufhin alle außer Williams und Roberts aufs äußerste erregt die Zelle verlassen; nun sieht Williams die Chance, den wehrlosen Roberts endgültig fertigzumachen. In diesem Augenblick stürmen King und McGrath in die Zelle und stürzen sich auf Williams, obwohl Roberts verzweifelt versucht, den beiden Einhalt zu gebieten. Der Film endet mit dem gellenden Geschrei von Williams, der von den beiden Strafgefangenen offensichtlich zu Tode geprügelt wird.

## Kritik
- Das Lexikon des Internationalen Films schrieb: „Ein ebenso erschütternder wie auch hart zupackender, aufrüttelnder Film, der unmenschlichen Sadismus und sturen Militarismus anprangert. Inszenatorisch und darstellerisch hervorragend, mit gelegentlich etwas arg reißerischen Zügen, ohne daß dadurch die grundsätzliche Problematik um Autorität und Gehorsam an Eindringlichkeit und Konsequenz einbüßen würde.“[1]
- Der Evangelische Film-Beobachter zieht folgendes Fazit: „Der konsequent antimilitaristische Film versteht seine Story nicht als Einzelfall, sondern als folgerichtiges Ende einer im Ansatz schon verqueren Ideologie. Der reißerhaften und mit Schockeffekten durchsetzten Gestaltung wegen nur für gefestigte Erwachsene zu empfehlen.“[2]

## Bemerkungen
Gedreht wurde der Schwarz-Weiß-Film fast ausschließlich in Spanien, wobei die Statisten überwiegend aus Angehörigen der Spanischen Streitkräfte (spanisch: „Fuerzas Armadas Españolas“) bestanden.
Laut ofdb.de wurde der Film von RTL in den Jahren 1987 und 1989 je einmal in Farbe ausgestrahlt.
Der Film entstand nach einer literarischen Vorlage von R. S. Allen und Ray Rigby.
Im deutschsprachigen Raum wurde der Film auch unter dem Titel  Hügel der verlorenen Männer  bekannt.

## Auszeichnungen
- BAFTA Awards
  - Beste britische Kamera (Oswald Morris)
  - nominiert: Bester Film (Kenneth Hyman)
  - nominiert: Bester britischer Film (Kenneth Hyman)
  - nominiert: Bester Darsteller (Harry Andrews)
  - nominiert: Bestes britisches Drehbuch (Ray Rigby)
  - nominiert: Bestes britische künstlerische Leitung (Herbert Smith)
- Internationale Filmfestspiele von Cannes
  - Bestes Drehbuch (Ray Rigby)
- National Board of Review
  - Bester Nebendarsteller (Harry Andrews)
- Writers’ Guild of Great Britain
  - Bestes britisches Drehbuch (Ray Rigby)